# ماريانو دياز
ماريانو دياز مخيا (بالإسبانية: Mariano Díaz) (تلفظ بالإسبانية: ‎/maˈɾjano ˈði.að meˈxi.a/‏؛ مواليد 1 أغسطس 1993) المعروف بـماريانو. هو لاعب كرة قدم دومينيكاني يلعب في مركز الهجوم.
بعد فترة وجيزة من ظهوره الأول مع نادي بادالونا في عام 2011، انضم ماريانو إلى ريال مدريد، حيث لعب في الفريق ج ثم الاحتياطي، حيث كان هداف الدوري الإسباني الدرجة الثانية بي لموسم 2015–16. ثم بدأ اللعب مع الفريق الأول، وكان جزءًا من الفريق الذي فاز بالدوري الإسباني، و دوري أبطال أوروبا وكأس العالم للأندية في موسم 2016–17. ووقع بعد ذلك مع أولمبيك ليون في الدوري الفرنسي الدرجة الأولى لكنه عاد إلى مدريد بعد عام واحد فقط.
ولد ماريانو في إسبانيا لأب إسباني وأم من الدومينيكان. لعب وسجل في مباراة ودية لمنتخب الدومينيكان في 2013. ثم اعتزل من منتخب الدومينيكان على أمل تمثيل إسبانيا في المستقبل.

## مسيرته الكروية

### بدايته المبكرة
ولد ماريانو في بريميا دي مار، برشلونة في إسبانيا. بدأ مشواره مع الشباب في نادي إسبانيول المحلي، وظهر في صفوف فريق بريميا دي مار الأول وسانشيز ليبري. في عام 2009 انضم إلى نادي بادالونا، وشارك لأول مرة في 21 أغسطس 2011، حيث دخل كبديل عن إيناكي غويكوتشيا في آخر 21 دقيقة من مباراة الخسارة 1–0 أمام نادي تيرويل في الدوري الإسباني الدرجة الثانية بي. في الجولة 31، شارك لأول مرة كأساسي، وأنتهت المباراة بخسارة فريقه 3–1 أمام نادي لننس في كأس ملك إسبانيا، وسجل هدف فريقه الوحيد في المباراة.

### ريال مدريد

#### الشباب
بعد فترة وجيزة، وقع ماريانو مع ريال مدريد، وأصبح يلعب مع فريق الشباب. في أغسطس 2012، تمت ترقيته إلى ريال مدريد ج. وأصبح لاعبًا أساسياً في موسمه الثاني هناك، حيث سجل 15 هدف في 26 مباراة، من ضمنها هاتريك في 22 ديسمبر 2013 في مباراة الفوز 5–2 أمام نادي سيستاو ريفر. في 18 يناير شارك ماريانو لأول مرة على ملعب ألفريدو دي ستيفانو، حيث شارك مع ريال مدريد كاستيا كبديل في أخر خمس دقائق عن راؤول دي توماس في مباراة الفوز 1–2 أمام سبورتينغ خيخون، في دوري الدرجة الثانية الإسباني.

#### الفريق الأول
تمت ترقيته نهائياً إلى الفريق الأول من قبل المدير الفني زين الدين زيدان في 20 أغسطس 2016، بعد إصابة كريم بنزيما في الظهر، وبعد أسبوع، شارك لأول مرة له في مباراة الفوز 2–1 أمام سلتا فيغو، بعد دخوله كبديل عن ألفارو موراتا في الدقيقة 77. في 26 أكتوبر، مرة أخرى شارك من مقاعد البدلاء، وسجل هدفه الأول مع المرينغي في مباراة الفوز 7–1 أمام كولتورال ليونيسا في كأس ملك إسبانيا، في مباراة الإياب، سجل هاتريك ليساعد ريال مدريد على الفوز 13–2 بمجموع المباراتين. من ضمن أهدافه كان هدفه في الثانية 23، كان هذا الهدف هو أسرع هدف لفريقه في المسابقة.
سجل ماريانو أول هدف له في الدوري الإسباني في 10 ديسمبر، في مباراة الفوز 3–2 على أرضه أمام ديبورتيفو لاكورونيا. في وقت لاحق من ذلك الشهر، كان جزءاً من الفريق الذي فاز بكأس العالم للأندية 2016 في اليابان، لكنه لم يشارك في أي من مباريات ريال مدريد في البطولة.
شارك في ثماني مباريات عندما فاز ريال مدريد في الدوري الإسباني موسم 2016–17. وكان احتياطي عندما فاز مدريد بدوري أبطال أوروبا 2016–17.

### ليون
في 30 يونيو 2017، وقع ماريانو عقد مع أولمبيك ليون الفرنسي. بلغت قيمة الصفقة 8 ملايين يورو. شارك لأول مرة في 5 أغسطس في المباراة الأولى بالدوري الفرنسي ضد نادي ستراسبورغ، حيث سجل هدفين في مباراة الفوز 4–0 على أرضه.

### عودته إلى ريال مدريد
في 29 أغسطس 2018، أعلن ريال مدريد أنه قد وقع مع ماريانو على صفقة لمدة خمس سنوات. وبما أن ريال مدريد يمتلك 35٪ من حقوق اللاعب، تم تخفيض رسوم انتقاله إلى 23 مليون يورو. في 31 أغسطس تم تقديم ماريانو على ملعب سانتياغو برنابيو وصرح قائلًا: «سأضع كل قلبي وأعمل بجدٍ لمساعدة الفريق». تم اعطاءه الرقم 7 الذي كان يرتديه سابقاً البرتغالي كريستيانو رونالدو. في 19 سبتمبر، سجل أول هدف له في دوري أبطال أوروبا أمام روما بعد دخوله كبديل عن غاريث بيل في الدقيقة 73.
في 1 مارس 2020، دخل ماريانو كبديل عن بنزيما في الكلاسيكو، واستطاع تسجيل هدف بعد دقيقة واحدة من نزوله لأرضية الملعب بالدقيقة 92 في مباراة الفوز 2–0 أمام برشلونة. لعب خمس مباريات خلال موسم الدوري، حيث فاز ريال مدريد بلقب الدوري الإسباني لموسم 2019–20.

## مسيرته الدولية
ماريانو كان مؤهل للعب مع منتخب جمهورية الدومينيكان عبر والدته، التي تنحدر من سان خوان دي لا ماغوانا. شارك في أول مباراة له في 24 مارس 2013، في ودية ضد الجارة هايتي حيث سجل الهدف الأخير في مباراة الفوز 3–1.

## الإحصائيات

### النادي
آخر تحديث 2 يوليو 2020.
| النادي       | الموسم   | الدوري | الدوري  | الكأس  | الكأس   | كأس الدوري | كأس الدوري | أوروبا | أوروبا  | المجموع | المجموع |
| النادي       | الموسم   | الظهور | الأهداف | الظهور | الأهداف | الظهور     | الأهداف    | الظهور | الأهداف | الظهور  | الأهداف |
| ------------ | -------- | ------ | ------- | ------ | ------- | ---------- | ---------- | ------ | ------- | ------- | ------- |
| بادالونا     | 2011–12  | 3      | 0       | 1      | 1       | —          | —          | —      | —       | 4       | 1       |
| ريال مدريد ج | 2012–13  | 20     | 3       | —      | —       | —          | —          | —      | —       | 20      | 3       |
| ريال مدريد ج | 2013–14  | 26     | 15      | —      | —       | —          | —          | —      | —       | 26      | 15      |
| ريال مدريد ج | المجموع  | 46     | 18      | —      | —       | —          | —          | —      | —       | 46      | 18      |
| ريال مدريد ب | 2013–14  | 1      | 0       | —      | —       | —          | —          | —      | —       | 1       | 0       |
| ريال مدريد ب | 2014–15  | 10     | 5       | —      | —       | —          | —          | —      | —       | 10      | 5       |
| ريال مدريد ب | 2015–16  | 33     | 27      | —      | —       | —          | —          | —      | —       | 33      | 27      |
| ريال مدريد ب | المجموع  | 44     | 32      | —      | —       | —          | —          | —      | —       | 44      | 32      |
| ريال مدريد   | 2016–17  | 8      | 1       | 5      | 4       | —          | —          | 1      | 0       | 14      | 5       |
| ليون         | 2017–18  | 34     | 18      | 2      | 1       | 0          | 0          | 9      | 2       | 45      | 21      |
| ليون         | 2018–19  | 3      | 0       | 0      | 0       | 0          | 0          | 0      | 0       | 3       | 0       |
| ليون         | المجموع  | 37     | 18      | 2      | 1       | 0          | 0          | 9      | 2       | 48      | 21      |
| ريال مدريد   | 2018–19  | 13     | 3       | 1      | 0       | —          | —          | 5      | 1       | 19      | 4       |
| ريال مدريد   | 2019–20  | 5      | 1       | 2      | 0       | —          | —          | 0      | 0       | 7       | 1       |
| ريال مدريد   | المجموع  | 26     | 5       | 8      | 4       | —          | —          | 6      | 1       | 40      | 10      |
| الإجمالي     | الإجمالي | 156    | 73      | 11     | 6       | 0          | 0          | 15     | 3       | 182     | 82      |

1 تشمل كأس السوبر الإسباني.

### الأهداف الدولية
قائمة الأهداف والنتائج مع منتخب جمهورية الدومينيكان الأول.
| #  | التاريخ      | المكان                           | الخصم | الهدف | النتيجة | المنافسة |
| -- | ------------ | -------------------------------- | ----- | ----- | ------- | -------- |
| 1. | 24 مارس 2013 | ملعب باناميريكانو، سان كريستوبال | هايتي | 3–0   | 3–1     | ودية     |

## الإنجازات
ريال مدريد
- الدوري الإسباني: 2016–17،[29] 2019–20[30]، 2021–22[31]
- كأس السوبر الإسباني: 2019–20[32]
- دوري أبطال أوروبا: 2016–17[15]، 2021–22[33]
- كأس العالم للأندية: 2016[34]، 2022
- كأس السوبر الأوروبي: 2022

## وصلات خارجية
- ماريانو دياز على موقع الاتحاد الدولي (مؤرشف)  (الإنجليزية)
- ماريانو دياز على موقع الاتحاد الأوربي (الإنجليزية)
- ماريانو دياز على موقع إي إس بي إن إف سي (الإنجليزية)
- ماريانو دياز على موقع قاعدة بيانات كرة القدم.إي يو (الإنجليزية)
- ماريانو دياز على موقع ليكيب (الفرنسية)
- ماريانو دياز على موقع ناشيونال فوتبول تيمز (الإنجليزية)
- ماريانو دياز على موقع Soccerbase.com (لاعب) (الإنجليزية)
- ماريانو دياز على موقع Soccerway.com (الإنجليزية)
- ماريانو دياز على موقع عالم كرة القدم.نت (الإنجليزية)
- ماريانو دياز على موقع كووورة